# Brain Drain
Brain Drain je jedenácté studiové album americké punk rockové skupiny Ramones. Jeho nahrávání probíhalo v prosinci 1988 a vyšlo v květnu následujícího roku u vydavatelství Sire Records (US) a Chrysalis Records (UK). Jde o jejich poslední řadové album, vydané u Sire. Album produkovali Jean Beauvoir, Bill Laswell a Daniel Rey. Jde o poslední album skupiny, na kterém hrál Dee Dee Ramone a zároveň první, vydané po návratu Markyho Ramonea.

## Seznam skladeb
| Pořadí         | Název                                           | Autor                                                   | Délka |
| -------------- | ----------------------------------------------- | ------------------------------------------------------- | ----- |
| 1.             | I Believe in Miracles                           | Dee Dee Ramone, Daniel Rey                              | 3:19  |
| 2.             | Zero Zero UFO                                   | Dee Dee Ramone, Daniel Rey                              | 2:25  |
| 3.             | Don't Bust My Chops                             | Dee Dee Ramone, Joey Ramone, Daniel Rey                 | 2:28  |
| 4.             | Punishment Fits the Crime                       | Dee Dee Ramone, Richie Stotts                           | 3:05  |
| 5.             | All Screwed Up                                  | Joey Ramone, Andy Shernoff, Marky Ramone, Daniel Rey    | 3:59  |
| 6.             | Palisades Park                                  | Charles Barris                                          | 2:22  |
| 7.             | Pet Sematary                                    | Dee Dee Ramone, Daniel Rey                              | 3:30  |
| 8.             | Learn to Listen                                 | Dee Dee Ramone, Johnny Ramone, Marky Ramone, Daniel Rey | 1:50  |
| 9.             | Can't Get You Outta My Mind                     | Joey Ramone                                             | 3:21  |
| 10.            | Ignorance Is Bliss                              | Joey Ramone, Andy Shernoff                              | 2:38  |
| 11.            | Come Back, Baby                                 | Joey Ramone                                             | 4:01  |
| 12.            | Merry Christmas (I Don't Want to Fight Tonight) | Joey Ramone                                             | 2:04  |
| Celková délka: | Celková délka:                                  | Celková délka:                                          | 35:02 |

## Obsazení
- Joey Ramone – zpěv
- Johnny Ramone – kytara
- Dee Dee Ramone – baskytara, doprovodný zpěv
- Marky Ramone – bicí